# Deshamvaripalli, Chintamani
Deshamvaripalli là một làng thuộc tehsil Chintamani, huyện Kolar, bang Karnataka, Ấn Độ.